# Municipio de Nashville (Arkansas)
Nashville Township era una subdivisión territorial del condado de Howard, Arkansas, Estados Unidos. Según el censo de 2020, en ese momento tenía una población de 6037 habitantes.
Tiene un código de clase X0, que implica que ha sido disuelta por la Oficina del Censo.
Era una subdivisión exclusivamente geográfica, por cuanto el estado de Arkansas no utiliza la herramienta de los townships como municipios.

## Geografía
La subdivisión estaba ubicada en las coordenadas 33°57′16″N 93°52′06″O / 33.95444, -93.86833 (33.954347, -93.868432). Según la Oficina del Censo, tenía una superficie total de 100.16 km², de los cuales 99.71 km² correspondían a tierra firme y 0.45 km² estaban cubiertos de agua.

## Demografía
Según el censo de 2020, en ese momento había 6037 personas residiendo en la zona. La densidad de población era de 60.55 hab./km². El 54.65% de los habitantes eran blancos, el 25.43% eran afroamericanos, el 0.60% eran amerindios, el 1.04% eran asiáticos, el 0.08% eran isleños del Pacífico, el 11.74% eran de otras razas y el 6.46% eran de una mezcla de razas. Del total de la población, el 16.78% eran hispanos o latinos de cualquier raza.